# Junta Democràtica de Mallorca
La Junta Democràtica de Mallorca va ser un organisme unitari d'un ampli sector de l'oposició antifranquista. Es va crear a Palma el juliol de 1974, integrada a la Junta Democràtica d'Espanya. En feren part el Partit Comunista d'Espanya, que n'era l'impulsor, Comissions Obreres, Partit Carlí, l'Organització Comunista d'Espanya-Bandera Roja, l'Aliança Socialista Balear (que després es convertí en la secció balear del Partit Socialista Popular) i Justícia Democràtica. El març de 1975 s'hi incorporà el Partit del Treball d'Espanya.
Els seus objectius eren la ruptura democràtica i el reconeixement del dret a l'autonomia. Les juntes democràtiques de Mallorca, Menorca i Eivissa constituïren una Junta Democràtica de les Illes. L'entitat desaparegué el juliol de 1976, quan es creà l'Assemblea Democràtica de Mallorca.